# 24123 Timothychang
24123 Timothychang este un asteroid din centura principală de asteroizi.

## Descriere
24123 Timothychang este un asteroid din centura principală de asteroizi. A fost descoperit pe 3 noiembrie 1999 la Socorro, New Mexico, în cadrul proiectului LINEAR. Asteroidul prezintă o orbită caracterizată de o semiaxă mare de 2,56 ua, o excentricitate de 0,14 și o înclinație de 2,0° în raport cu ecliptica.